# 雅库皮兰加
雅库皮兰加是巴西圣保罗州的一个市镇。总面积708.382平方公里，总人口16322人，人口密度23人/平方公里。